# María Encarnación Rosal

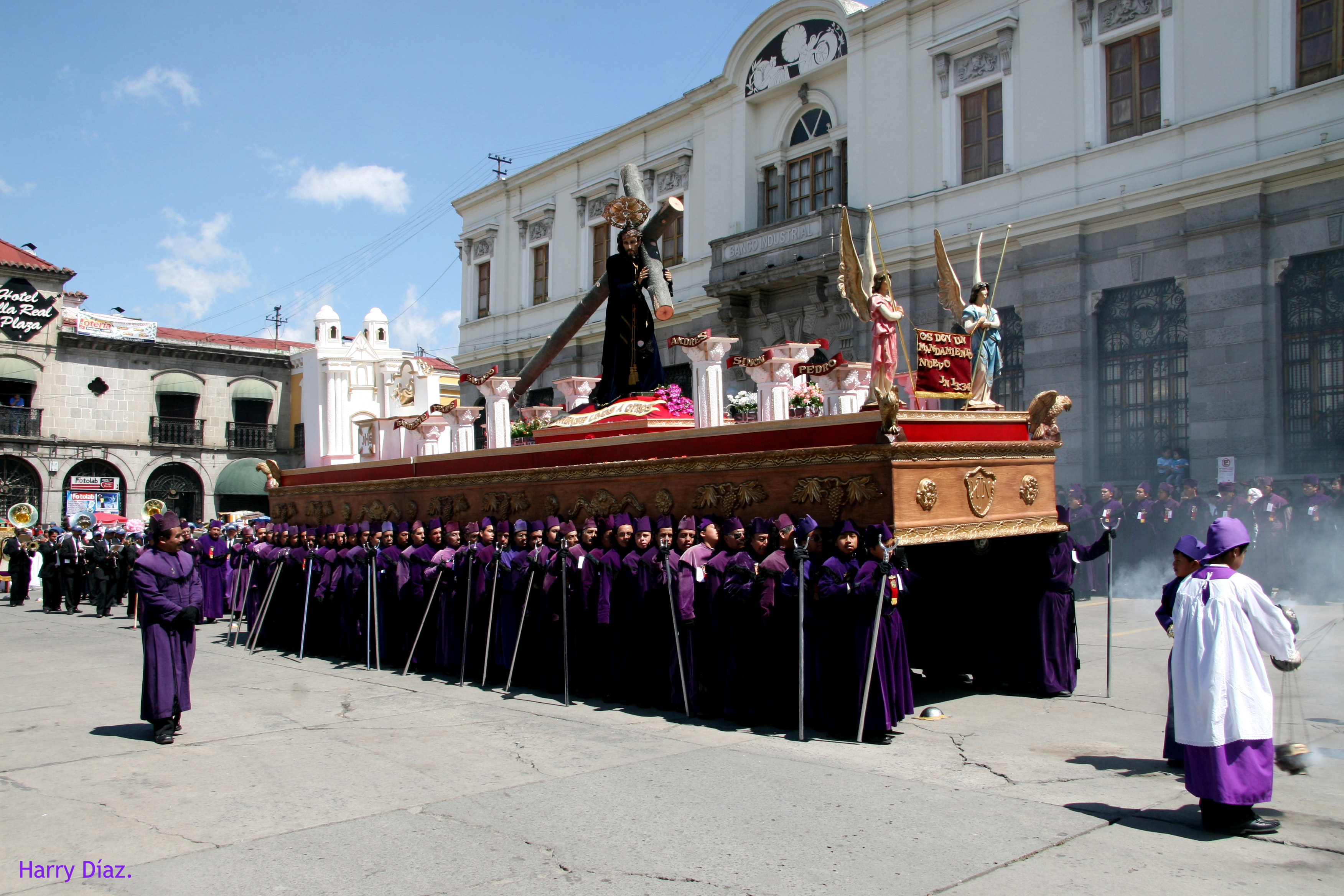
Karfreitagsprozession in Quetzaltenango

María Encarnación Rosal (Deutsch: Maria von der Menschwerdung des Herzen Jesu; Alternative Namen auf Spanisch sind: María Encarnación del Corazón de Jesús, Maria de la Encarnación Rosal, María Encarnación Rosal del Corazón de Jesús, Maria de la Encarnación del Corazón de Jesus) (* 26. Oktober als María Vicenta Rosal Vásquez 1820 in Quetzaltenango, Guatemala; † 24. August 1886 in Tulcán, Ecuador) war eine guatemaltekische Ordensschwester, Mystikerin und Missionarin und wurde 1997 von der katholischen Kirche seliggesprochen.

## Leben
María Vicenta Rosal Vásquez trat mit 15 Jahren in die Gemeinschaft des Bethlehemita-Ordens (Spanisch: Orden Bethlemita) ein, der in Guatemala vom Heiligen Peter von Betancurt gegründet worden war. Der Orden hatte einen männlichen und einen weiblichen Zweig. In Guatemala unterhielten sie das Krankenhaus Unsere Liebe Frau von Bethlehem, eine Schule für Arme, ein Heim für Obdachlose, eine Herberge für Priester und ein Oratorium. Die einzelnen Gemeinschaften nannten sich Bethlehem nach dem Geburtsort Jesu Christi (Spanisch: Belén). María wurde vom letzten Pater der Bethlehembrüder eingekleidet. Nach kurzer Zeit trat sie zu den Katharinenschwestern über, kehrte aber bald zurück, wurde zur Priorin gewählt und versuchte die Gemeinschaft entsprechend der Konstitutionen zu reformieren. Da ihr das nicht gelang, zog sie wieder in ihre Heimatstadt Quetzaltenango und gründete dort ein Bethlehem. Die Gemeinschaft widmete sich neben dem aktiven Leben auch der Kontemplation und widmete den 25. Tag jeden Monats der eucharistischen Anbetung zur Sühne für die Leiden des Herzens Jesu.
Im Jahre 1855 gründete Sr. Maria Vincenta in Quetzaltenango zwei Schulen. Nach einer Visionen des Herzens Jesu am Gründonnerstag des Jahres 1857 ließ sie ein Bild des Herzens Jesu malen und förderte von da an die Andacht zu den Leiden des Herzens Jesu. Als den katholischen Ordensgemeinschaften während der Präsidentschaft von Miguel García Granados Zavala die Ausweisung drohte, erhielt sie eine Einladung von Präsident Gabriel García Moreno, nach Ecuador zu kommen, was schließlich nicht notwendig wurde. Aufgrund der Kirchenverfolgungen von Präsident Justo Rufino Barrios Auyón musste sie im Jahr 1877 Guatemala doch verlassen und ging nach Costa Rica. Dort gründete sie eine Schule in Cartago und ein Waisenhaus. Als eine laizistische Regierung an die Macht kam, musste sie erneut fliehen und ging im Jahr 1884 nach Kolumbien, wo sie Heime für vernachlässigte Mädchen gründete. Sie gründete ebenso Niederlassungen in den nordecuadorianischen Städten Tulcán und Otavalo. Sr. Maria Vincenta starb nach einem Sturz vom Pferd am 24. August 1886. Sie wurde im Bethlehem von Pasto bestattet. Ihr Körper ist unverwest.
Maria de la Encarnación Rosal wurde am 4. Mai 1997 von Papst Johannes Paul II. seliggesprochen. Ihr Gedenktag in der Liturgie ist der 24. August. Sie war die erste Selige Guatemalas. Die 150-Jahr-Feier der Erscheinungen von 1857 wurden mit einer Prozession in Pasto gefeiert.
Aufgrund ihrer Reform des Bethlemita-Ordens gilt sie als Ordensgründerin.